# De Lariks
De Lariks (1915) is de naam van een landhuis en landgoed in de Nederlandse stad Assen.
Eerste bewoners waren jhr. mr. Henri Elisa Eduard Röell (1872-1954) en zijn gezin. Röell had van zijn schoonvader, minister Jacob Theodoor Cremer (1847-1923), de opdracht gekregen om toezicht te houden op de ontginning van het bij Assen gelegen Zeijerveld.
Het gebouw werd ontworpen door architect Jan Stuivinga en heeft een karakteristieke klokvormige voorgevel. De entree heeft een afdakje dat rust op zuilen van Bentheimer zandsteen. In de geveltop is, recht boven de entree, een negenruits oeil de boeuf aangebracht. Tuinarchitect Jan Vroom jr. legde de tuin en het Lariksbos aan.
Eind 1924 kocht de familie Harkema het huis en landgoed. In 1955 werd het geheel door de gemeente opgekocht, die een deel van het landgoed wilde gebruiken voor stadsuitbreiding.  Begin jaren zestig werd de buurt Lariks aangelegd rond het landgoed. Het huis werd in 1960 verkocht aan het Groene Kruis en werd er een opleidingscentrum voor kraamverzorgsters gevestigd. Vervolgens was het een kantoor van de VVV (vanaf 1983), een gezinsvervangend internaat (vanaf ca. 1993) en sinds 2001 is het weer een woonhuis. 

## Waardering
Het pand is aangewezen als rijksmonument en in 1994 opgenomen in het monumentenregister: "Het karakteristieke landhuis naar ontwerp van een landelijk bekende architect is nog uitzonderlijk gaaf en vanwege zijn bijzondere, voor de bouwtijd zo kenmerkende vormgeving en esthetische kwaliteiten van architectuurhistorische waarde. Het beeldbepalende pand voegt zich voorbeeldig in de lommerrijke omgeving en heeft als zodanig ook landschappelijke kwaliteiten."